# 阿馬爾菲 (安蒂奧基亞省)

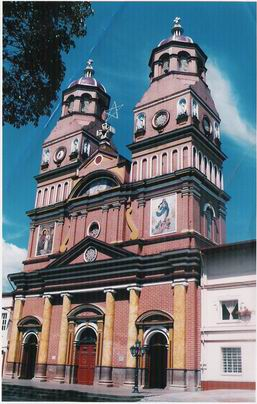

阿馬爾菲是哥倫比亞的城鎮，位於該國北部，由安蒂奧基亞省負責管轄，距離首府麥德林144公里，始建於1838年，面積1,224平方公里，海拔高度1,500米，2002年人口19,215。
6°55′N 75°05′W / 6.917°N 75.083°W